# ドリーム 〜狙え、人生逆転ゴール!〜
『ドリーム 〜狙え、人生逆転ゴール!〜』（ハングル: 드림; 英: Dream）は、2023年公開の韓国のドラマ映画。監督はイ・ビョンホン。主演はパク・ソジュン、IU。

## 概略
映画『エクストリーム・ジョブ』（2019年公開）で観客動員数1600万人を記録したイ・ビョンホン監督の最新作である。また、2023年の韓国映画興行収入ランキング第3位を記録。
サッカー選手のホンデ（パク・ソジュン）がホームレスたちによるサッカーチームの監督になり、ドキュメンタリーを制作するプロデューサーのソミン（IU）と共にハンガリーで行われるホームレス・ワールドカップに出場するという物語である。
本作は2010年に韓国が初めて参加したブラジルでのホームレス・ワールドカップの実話に基づいた作品で、アマチュアチームのドタバタトレーニングと試合過程をイ・ビョンホン監督の特技であるコメディージャンルに盛り込んだ。
2023年4月26日に韓国で公開。公開初週の韓国映画ボックスオフィスで1位を記録。公開3週目で観客動員数100万人を突破。
2023年7月26日よりNetflixで日本ほか世界各国で配信。2023年7月27日、日本のデイリーTOP10（映画）で1位になった。
IUは、これまで俳優活動時の活動名をイ・ジウンとしていたが、本作よりIUに統一した。

## キャスト
ユン・ホンデ
演 - パク・ソジュン、日本語吹替 - 山崎健太郎
不祥事を起こし懲戒免職中のプロサッカー選手。ホームレス国家代表サッカーチームの監督。
イ・ソミン
演 - IU、日本語吹替 - 三木美
ドキュメンタリーを制作するプロデューサー。
ホームレス国家代表チーム
キム・ファンドン
演 - キム・ジョンス、日本語吹替 - 佐々木義人
55歳。精神的リーダー。チームの最年長。
チョン・ヒョボン
演 - コ・チャンソク、日本語吹替 - 原田晃
44歳。ムードメーカー。
ソン・ボムス
演 - チョン・スンギル、日本語吹替 - 内野孝聡
44歳。トラブルメーカー。
キム・インソン
演 - イ・ヒョヌ、日本語吹替 - 梶川翔平
小心者のエース。行方不明になったギョンジンを探している。
チョン・ムンス
演 - ヤン・ヒョンミン、日本語吹替 - 関口雄吾
39歳。タフなゴールキーパー。元暴力団員。
ヨンジン
演 - ホン・ワンピョ、日本語吹替 - 木内太郎
フィジカル担当。
ファン・イングク
演 - ホ・ジュンソク、日本語吹替 - 四宮豪
チームの事務局長。
その他
ビョンサム
演 - イ・ハニ
ドキュメンタリーの撮影スタッフ。
キム代表
演 - パク・ヒョンス、日本語吹替 - 宮本克哉
ソンジャ
演 - ペク・ジウォン、日本語吹替 - 佐伯美由紀
ホンデの母親。
キム・チャンリョル
演 - キム・ミョンジュン、日本語吹替 - 指宿真斗
ホンデと同じサッカーチームの選手。
チンジュ
演 - イ・ジヒョン
ボムスの彼女。知的障害がある。
ギョンジン / ユミ
演 - パク・ソンジュン
インソンの恋人。キャンプで行方不明になった。ユミは日本チームの選手で見た目がギョンジンに似ている。
ウネ
演 - ファン・ドユン、日本語吹替 - 南野こころ
13歳。ヒョボンの娘。母親と再婚した新しい父親とオーストラリアに移住する。
パク・ソンチャン
演 - カン・ハヌル、日本語吹替 - 斉藤隼一
記者
演 - パク・ミョンフン
ソンジャの彼氏
演 - チョン・ソクホ
刑事
演 - チョン・スンウォン
雑誌のモデル
演 - イ・ユビ
劇中に出てくる雑誌「ビッグイシュー」のモデル。
後援企業広報課長
演 - パク・ジョンピョ

## 製作
本作は、前作「エクストリーム・ジョブ」より以前から構想していた作品で、準備期間だけで約8年かかったという。また制作報告会にてイ・ビョンホン監督は「企画とシナリオを書く段階まで入れると、10年をはるかに越える。映画制作は、多くの人々を説得する過程でもあり、拒絶は避けられない。今作もとても波乱万丈で長い、多くのハードルがあった。この映画に意味があり、面白いということを証明する時間になったと思う」と自信を持って話した。

### 略歴
2019年10月、パク・ソジュンが主演に抜擢。
2020年1月、IUの出演が決定。IUは「劇中で事情の多い人物を主に演じていたため、事情のないキャラクターを演じてみたいと思った時、『ドリーム』から出演オファーを受けた。嬉しい気持ちで参加することになった」と話している。
2020年5月7日、クランクイン。読み合わせ現場を公開。当初、韓国での公開は2021年としていた。
2020年8月17日に韓国での撮影分を終えた。当初ブラジルでのロケを準備していたが新型コロナウイルス感染拡大の影響により撮影中断となった。
2022年2月末、新型コロナウイルスの感染拡大により延期になり、中断していた海外ロケのため一部スタッフと俳優は順次ハンガリーへ出国。3月3日にパク・ソジュン、3月21日にIUがハンガリーへ向かった。
2022年4月13日、ハンガリー・ブダペストでの撮影を無事に終え、クランクアップした。イ・ビョンホン監督は「海外ロケまで行い、長時間念入りに撮影した結果であり、その過程を一緒に頑張ってきた俳優、スタッフの方々に心から感謝して、誇らしく思っている。私たちがこの映画で伝えようとした思いが、観客にそのままうまく伝わるように、後半の編集作業も頑張って仕上げる」とコメントした。
2023年3月14日、韓国での公開日を同年4月26日に確定させた。

### プロモーション
2023年
3月30日、ソウル城東区メガボックス聖水店MX館にて制作報告会を開催。
4月17日、ソウル江南区メガボックスCOEXにてマスコミ試写会を開催。
4月24日、ソウルMEGABOX COEXにてVIP試写会とショーケースを開催。BTSのV、ジョングク、キム・スヒョン、キム・ウビン、チェ・ウシク、パク・ヒョンシク、ハン・ソヒ、ユ・インナらが出席。
4月29日～5月1日・5月6日～7日・13日、ソウルの映画館にて舞台挨拶を開催。